# Повелителят на мухите (филм, 1990)
„Повелителят на мухите“ (на английски: Lord of the Flies) е американска оцеляваща драма от 1990 г. на режисьора Хари Хук, и участват Балтазар Гети, Крис Фър, Даниъл Пиполи и Джеймс Бадж Дейл. Той е продуциран от Люис Алън, сценарият е на Джей Пресън Алън под псевдонима „Сара Шиф“, базиран е на едноименната книга, написана от Уилям Голдинг през 1954 г. Той е втората филмова адаптация на книгата, след едноименния филм от 1963 г.
Филмът е пуснат по кината на 16 март 1990 г. от „Кълъмбия Пикчърс“, докато правата на филма в момента принадлежат на „Метро-Голдуин-Майер“.